# Amphiblestrum familiaris
Amphiblestrum familiaris är en mossdjursart som beskrevs av Hayward och Thorpe 1989. Amphiblestrum familiaris ingår i släktet Amphiblestrum och familjen Calloporidae. Inga underarter finns listade i Catalogue of Life.